# Genasauria
 (février 2020).
Si vous disposez d'ouvrages ou d'articles de référence ou si vous connaissez des sites web de qualité traitant du thème abordé ici, merci de compléter l'article en donnant les références utiles à sa vérifiabilité et en les liant à la section « Notes et références ».
Clade
Taxons de rang inférieur
- † Thyreophora
- † Neornithischia

Les Genasauria sont un clade éteint de dinosaures ornithischiens herbivores à bec. Le groupe a d'abord été nommé par le paléontologue Sereno en 1986. Il est généralement divisé en Thyreophora, un groupe de dinosaures cuirassés, et Cerapoda, qui comprenait des dinosaures à cornes et à bec de canard.

## Définition
Genasauria, tel que défini par Sereno, se compose de Ankylosaurus magniventris, Pachycephalosaurus wyomingensis, Parasaurolophus walkeri, Stegosaurus stenops, Triceratops horridus, leur dernier ancêtre commun et tous ses descendants. Le nom de Genasauria a été utilisé presque exclusivement par Sereno pendant plusieurs années, mais a acquis une plus grande utilisation ces dernières années.

## Description
Leur principale caractéristique est que leurs dents se sont déplacées d'une ligne en dehors de la bouche à une position plus centrale, qui les a fait venir en contact lors de la fermeture de la bouche, ce qui leur a permis de mâcher. Le mâchage présente l'avantage d'augmenter la surface de contact des aliments avec les enzymes digestives. Cela a conduit à une meilleure utilisation et une plus grande sélectivité sur les aliments, et donc de pouvoir se déplacer plus vite ou de pouvoir porter une armure, de passer plus de temps dans le choix du partenaire ou dans l'élevage des jeunes. Cela représente un gros avantage sur les sauropodomorphes qui pour mieux digérer leur nourriture devaient avaler des gastrolithes et avoir un tube digestif plus long et avaient donc besoin de plus de temps pour se nourrir et digérer. Par suite, les sauropodes ont augmenté de taille et les prosauropodes disparaissent à peu près au même moment où apparaissent les Genasauria.
Cet avantage s'est accompagné d'un développement de l'appareil masticatoire et de l'apparition des joues qui servent à maintenir la nourriture dans la bouche et empêchent l'eau de tomber. Ainsi, l'énergie excédentaire a permis de développer un grand nombre de formes et variantes, avec l'apparition d'animaux avec des plaques, des armures, des cornes, etc.

## Taxonomie
- Clade Genasauria
  - Sous-ordre Cerapoda
    - Infra-ordre Marginocephalia
      - Superfamille Pachycephalosauria
      - Superfamille Ceratopsia

    - Infra-ordre Ornithopoda
      -         - Famille Iguanodontidae
        - Famille Hypsilophodontidae

      - Superfamille Hadrosauroidea

  - Sous-ordre Thyreophora
    -       - Superfamille Ankylosauria
      - Superfamille Stegosauria